# Eric Gillis
Eric Gillis, född 8 mars 1980, är en friidrottare från Kanada. Han deltog vid olympiska sommarspelen 2008, olympiska sommarspelen 2012 och olympiska sommarspelen 2016.